# Gmail
Gmail is een gratis e-mailservice van Google. Gebruikers hebben toegang tot Gmail via beveiligde webmail of via het POP3- of IMAP4-protocol.
In juni 2012 was het de meest gebruikte webgebaseerde e-mailprovider met meer dan 425 miljoen actieve gebruikers wereldwijd. In 2014 maakt naar schatting 60% van het MKB in de VS gebruik van Gmail. In mei 2014 werd Gmail de eerste app in de Google Play Store met meer dan 1 miljard installaties op Android-apparaten.

## Geschiedenis
Google kondigde op 1 april 2004 de lancering aan van een e-maildienst die één gigabyte opslagruimte biedt. De eerste berichten werden afgedaan als een 1 aprilgrap, aangezien Google al eerder grappen had gemaakt op 1 april. Bovendien was de aangekondigde ruimte van 1 gigabyte van hun dienst extreem groot voor die tijd. Een mailbox in de orde van 2 tot 30 megabyte was toen gebruikelijk. Afzonderlijke Gmail-berichten mochten inclusief bijlagen tot 25 MB groot zijn. Pas in de dagen na 1 april en door de volharding van Google dat het geen grap was, groeide het besef dat Google het echt meende.
Gmail begon als een bètarelease waarvoor een uitnodiging verplicht was. Op 7 februari 2007 kwam het beschikbaar voor het grote publiek, maar het was op dat moment nog steeds in bèta. Op 7 juli 2009 werd de bètastatus van Gmail en van de andere Google Apps-programma's opgeheven.
Op 1 april 2005 is de opslagcapaciteit ruim verdubbeld, van 1 naar 2,5 GB, op 24 april 2012 werd deze van 7,5 GB verhoogd naar 10 GB. De capaciteit vergrootte elke seconde. In 2013 werd de totale capaciteit naar 15 GB gebracht, weliswaar verdeeld over Gmail, Google Drive en Google+.

## Grootte mailboxen
Het idee van Google met zijn Gmail is dat de gebruikers alle berichten bewaren in het archief, wat mogelijk wordt gemaakt door de aanzienlijke opslagruimte (een gigabyte geeft ruimte voor ongeveer 500.000 pagina's e-mail). Hierdoor krijgen de gebruikers van Gmail een enorm archief op termijn, waarvoor programma's op het internet te vinden zijn die de gebruiker de mogelijkheid geven om het als een virtuele schijf te gebruiken. Een van de bekendste programma's is GMail Drive. Met de zoektechnologie van Google verwerkt in Gmail kan de gebruiker alle berichten terugvinden. Dit is vergelijkbaar met de dienst Google Discussiegroepen waar men kan zoeken in een gigantisch archief van Usenetberichten.

### Vergelijking met andere aanbieders
De populaire e-maildienst Windows Live Hotmail (kortweg ook wel Hotmail genoemd), van Microsoft, gaf voor de komst van Gmail slechts twee megabyte ruimte aan haar gebruikers. Sinds de aankondiging van Google hebben vele aanbieders van gratis e-mail hun mailboxen aanzienlijk groter gemaakt. De grootste spelers op de markt, Hotmail en Yahoo!, gingen steeds omhoog met hun opslagruimte. Gebruikers van Yahoo hadden een inbox van één gigabyte. Meerdere minder bekende aanbieders evenaarden Gmail door ook 1 gigabyte-accounts aan te bieden. In maart 2007 kondigde Yahoo! een onbeperkte opslagruimte aan. Hotmail ging in dezelfde tijd ook flink omhoog met de opslagruimte. Eerst bood het mailboxen met een grootte van 2 gigabytes aan, later ging die nog een keer omhoog naar 5, en inmiddels (februari 2009) is deze ook naar onbeperkt uitgegroeid.

## Maximale grootte e-mail
Voor het verzenden van een e-mail met Gmail is de maximale grootte 25 MB, voor het ontvangen 50 MB. Het via internet naar een ander apparaat verplaatsen of kopiëren van grotere bestanden kan onder meer via Google Drive, Dropbox of WeTransfer.

## Eigenschappen

### Spamfilter
Het filteren van spam in Gmail voorziet in een door de community gedreven systeem: wanneer een gebruiker een e-mail als spam markeert, wordt dit door het systeem gebruikt om vergelijkbare toekomstige berichten aan alle Gmail-gebruikers te identificeren. Gebruikers kunnen het systeem zo instellen dat berichten aangemerkt als spam op verschillende manieren verwerkt worden.
Google Inc. beweert dat e-mail die naar of van Gmail is verzonden nooit door een ander menselijk wezen dan de houder van de account wordt gelezen en dat inhoud die door computers wordt gelezen alleen wordt gebruikt om de relevantie van de advertenties te verbeteren en spam te blokkeren. Het privacybeleid van andere populaire e-mailservices zoals Outlook.com en Yahoo! staat toe dat persoonlijke informatie van gebruikers wordt verzameld en gebruikt voor advertentiedoeleinden.

### Gmail voor mobiele apparaten
Gmail Mobile is een gratis service die is ontwikkeld om toegang tot Gmail te bieden vanaf mobiele apparaten. Het is in meer dan 40 talen beschikbaar.
Op 22 september 2009 voegt Google push-ondersteuning toe aan Gmail met behulp van Google Sync voor de iPhone en de iPod Touch.

### Integratie van sociale netwerken
Op 9 februari 2010 lanceerde Google haar tool voor sociale netwerken: Google Buzz, dat met Gmail integreert om gebruikers media en koppelingen te laten delen en statusupdates te doen. Buzz werd gelanceerd met een automatische opt-in. Dit veroorzaakte een storm van verontwaardiging in de Gmail-community waarop Google dit snel weer introk. Buzz werd december 2011 stopgezet om Google+ alle ruimte te geven.
Vanaf januari 2014 stond Gmail gebruikers toe een e-mail te versturen naar mensen die een Google+-account hebben, zelfs als ze elkaars e-mailadres niet kennen.

### Google Voice in Gmail-chat
In augustus 2010 gaf Google een plug-in vrij die een telefoonservice integreert in de Google Chat interface van Gmail. Deze service had oorspronkelijk geen officiële naam en Google verwees er naar als "Google Voice in Gmail chat" of "Call Phones in Gmail." De service heet nu Google Video and Voice Chat. Met deze telefoonservice kunnen mensen gratis bellen vanuit hun Gmail-account naar de VS en Canada, ten minste tot eind 2012. Gebruikers met een Gmail-account kunnen ook naar andere landen bellen, maar dat is niet gratis. Op 26 augustus 2010 verwerkte de service meer dan 1 miljoen gesprekken binnen 24 uur.
In februari 2015 kon met Google Voice in Gmail chat nog steeds gratis naar de VS, Canada en een paar andere landen worden gebeld.
De videoconferentiemogelijkheid in Google Voice (met ondersteuning voor het delen van documenten) werd geïntegreerd met Google Hangouts.

### Gmail Search
Gmail bevat een zoekbalk voor het zoeken in e-mails. De zoekbalk kan ook contactpersonen doorzoeken, bestanden opgeslagen in Google Drive, gebeurtenissen in Google Agenda en Google Sites. De zoekbalk kan via Google ook zoeken op internet. Op 21 mei 2012 verbeterde Gmail de zoekfunctionaliteit zodat er automatische aanvullingen worden voorgesteld op basis van de e-mails van de gebruiker. Net als bij zoeken op internet, kan de zoekfunctie in Gmail geen woordfragmenten vinden (de zogenaamde 'substring search'), maar ondersteunt het wel woordvervoegingen (zoeken op 'maand' geeft bijvoorbeeld ook 'maanden' als resultaat).

## Privacy
Het Gmail-project wordt gefinancierd door middel van targeted text ads, dezelfde methode die het bedrijf ook in zijn zoekmachine toepast. Mails worden door een computerprogramma gescand en er worden tekstadvertenties getoond die aansluiten op de tekst van het e-mailtje. Hierdoor zal het mogelijk zijn om advertenties te laten zien die aansluiten bij de interesses van de gebruiker en de inhoud van de e-mails die men leest.
Een e-mail met als tekst "Ken jij een goed hotel in Parijs" zou zodoende vergezeld kunnen gaan van advertenties voor hotels in Parijs. Google bezweert de privacy van gebruikers hierbij te respecteren. Google verwacht met de opbrengsten van deze gepersonaliseerde reclame van Gmail winst te kunnen maken. Overigens vertragen deze advertenties de snelheid van de internetverbinding nagenoeg niet en verschijnen ze niet in een pop-up, waardoor de overlast beperkt blijft.

## Beveiliging

### Authenticatie in twee stappen
Gmail ondersteunt een vorm van authenticatie in twee stappen (tweefactorauthenticatie, 2FA). Als authenticatie in twee stappen is ingeschakeld, zijn gebruikers verplicht hun identiteit te laten verifiëren met behulp van een tweede methode nadat ze hun gebruikersnaam en wachtwoord hebben ingevoerd bij het inloggen op een nieuwe computer. Meestal moeten de gebruikers dan een zescijferige code invoeren die door Google naar hun telefoon is gestuurd via een sms-bericht of een spraakoproep. Gebruikers kunnen ook een compatibele mobiele app zoals Google Authenticator configureren voor het genereren van authenticatiecodes. Dit werkt namelijk ook als er geen telefoonbereik is.
Op 21 oktober 2014 kondigt Google de integratie van Universal Second Factor (U2F) in de Chrome-browser aan die het gebruik van een fysieke beveiligingssleutel toestaat voor authenticatie in twee stappen. Gebruikers kunnen voor de U2F Security Key kiezen als hun primaire methode in plaats van te moeten werken met verificatiecodes die per sms-berichten worden verstuurd of die door hun telefoons worden gegenereerd. Vergeleken met zescijferige codes biedt de U2F Security Key een betere bescherming tegen phishing en is er geen mobiel apparaat nodig.

### 24 uursvergrendeling
Als een algoritme van Google een toestand detecteert van abnormaal gebruik dat erop kan wijzen dat iemand toegang heeft verkregen tot de account dan kan de account automatisch worden vergrendeld voor een periode tussen één minuut en 24 uur, afhankelijk van het type gedetecteerde activiteit. Door Google gepubliceerde redenen voor een vergrendeling zijn onder andere:
- "Het binnen korte tijd ontvangen, verwijderen of downloaden van grote hoeveelheden berichten (via POP of IMAP). Als je het foutbericht 'Afscherming in sector 4' krijgt, moet je binnen 24 uur weer toegang tot Gmail hebben."[47]
- "Een groot aantal berichten verzenden die niet kunnen worden bezorgd (berichten die worden teruggestuurd)."[47]
- "Het gebruik van programma's voor het delen of opslaan van bestanden of programma's van derden voor automatisch inloggen op je account."[47]
- "Meerdere instanties van Gmail geopend laten."[47]
- "Browserproblemen: wanneer je browser constant aan het laden is bij het openen van je postvak IN, is er waarschijnlijk sprake van een browserprobleem. Mogelijk moet je in dat geval het cachegeheugen wissen en de cookies verwijderen."[47]

### Kinderpornografie op Gmail
Google bestrijdt kinderpornografie via de servers van Gmail in samenwerking met de National Center for Missing & Exploited Children (NCMEC) van de VS om kinderen in de hele wereld te vinden die lijden onder misbruik. In samenwerking met de NCMEC creëert en onderhoudt Google een database van kinderpornofoto's. Elke afbeelding krijgt een uniek numeriek nummer, een zogenaamde hash. Google scant vervolgens Gmail op zoek naar de unieke hashes. Als een verdachte afbeelding wordt gevonden, rapporteert Google dat aan de autoriteiten.

## Aanmelden
Sinds begin 2007 is het mogelijk om direct aan te melden bij Gmail. Eerder was daarvoor een uitnodiging vereist, die door Gmail-gebruikers kon worden verstuurd.
Er ontstond een jacht op het verkrijgen van een uitnodiging voor Gmail. Vele bestaande gebruikers verkochten hun uitnodigingen op veilingsites zoals eBay, iets wat door Google verboden is. Ook op diverse fora en nieuwsgroepen doken verzoeken en voorstellen tot ruilhandel op om een uitnodiging te kunnen bemachtigen.
Gmail is op 7 juli 2009 door Google uit de bètafase gehaald, omdat gebruikers het programma veilig vonden.

## De naam
Begin 2007 oordeelde het Harmonisatiebureau voor de interne markt van de Europese Unie dat Google in de EU de naam Gmail niet mag gebruiken. Het bureau baseerde zich op een rechterlijke uitspraak in Duitsland, waar een Daniel Giersch al langer een e-maildienst met de naam G-mail levert. Google stelde echter dat een verbod alleen voor Duitsland en het Verenigd Koninkrijk zou gelden, aangezien het bedrijf de naam Gmail in alle andere EU-landen op tijd zou hebben gedeponeerd als merk.
Door deze uitspraak hebben Google-e-mailadressen die in Duitsland worden aangemaakt de extensie @googlemail.com.

## Google Inbox
In 2014 bracht Google een nieuwe mailapplicatie uit: Google Inbox. Deze applicatie heeft verschillende functionaliteiten. De gebruiker kan zijn mails ordenen in verschillende groepen, die standaard door Google zijn ingesteld of hij zelf kan maken. Begin 2015 moeten geïnteresseerden een uitnodiging aanvragen wil men Google Inbox kunnen gebruiken. Alleen Gmailgebruikers kunnen gebruikmaken van deze applicatie. Deze applicatie werkt op Android, IOS en in internetbrowsers. Op het moment dat de gebruiker een uitnodiging heeft ontvangen, kan hij een uitnodiging sturen naar tien andere mensen met Gmail, die dan niet hoeven te wachten. Dit is echter veranderd in het einde van 2015, waardoor elke gebruiker alleen nog maar zich moet aanmelden met zijn Gmail om toegang te krijgen.

## Google Apps-providerbranding
Op 10 februari 2006 introduceerde Google "Gmail For Your Domain". Alle bedrijven die deelnamen aan de bètatest kregen toestemming om Gmail te gebruiken op hun eigen domeinen. Sindsdien heeft Google Google Apps ontwikkelt, dat aangepaste versies bevat van onder andere Google Agenda en Google Page Creator. Met de verschillende beschikbare versies richt het zich op ondernemingen en kleine bedrijven.
Google Apps Partner Edition, een service gericht op ISP's en webportalen, biedt Gmail-accounts die op maat voor het merk kunnen worden gemaakt samen met andere Google-services zoals Agenda en Documenten.

## Trivia
- Oorspronkelijk was er op Gmail geen knop voor het direct verwijderen van berichten. De gebruiker kon berichten wel verwijderen in meerdere stappen. Het idee was dat er toch zoveel ruimte was dat alles in het archief kon gelaten worden. Op verzoek van vele gebruikers is er sinds februari 2006 toch een verwijderknop.